# Église Saint-Denis de Massy
L'église Saint-Denis est une église catholique située au village de Massy, commune intégrée dans la commune nouvelle de La Vineuse sur Fregande, en France.
Elle relève de la paroisse de Cluny-Saint-Benoît, qui regroupe dix-sept villages et a son siège à Cluny.

## Protection
L'édifice est classé au titre des monuments historiques, par arrêté du 28 novembre 1991 (décision portant sur l'église y compris la sacristie).
Antérieurement, l’église était protégée par une inscription à l’inventaire supplémentaire des Monuments historiques, en date du 29 octobre 1926. 
Dès 1912, l'Académie de Mâcon avait attiré l'attention de la Commission des monuments historiques sur la nécessité de protéger cet édifice. En effet, cette commission avait sollicité la société savante de Mâcon pour que lui soit signalées « les églises qui mériteraient un classement immédiat » dans l'arrondissement de Mâcon, en réponse de quoi l'Académie avait remis au ministère de l'Instruction publique une liste comportant « 12 monuments parmi les plus anciens et les plus intéressants » (8 à classer en totalité et 4 en partie), parmi lesquels figurait en numéro 5 : « Église de Massy (canton de Cluny), XIe siècle ».

## Histoire
L'église de Massy est l'une des plus anciennes églises du premier art roman visible dans le Clunisois : elle est mentionnée au cartulaire de Cluny en 932 et en 1156.

## Description
Edifiée au début du XIe siècle, l’église romane de Massy se compose d’une nef plafonnée (éclairée de chaque côté par trois étroites fenêtres en plein cintre) prolongée par une travée de plan carré (voûtée en berceau plein cintre) qui supporte le clocher. Éclairée par trois baies (la fenêtre axiale ébrasée est toutefois seule intacte), l’abside, qui est semi-circulaire, est voûtée en cul-de-four.

## Mobilier
L'autel principal, en bois peint doré, est du XVIIIe siècle ; il dispose d'un tabernacle de style Louis XV (pans courbes) chargé latéralement de feuillages et sur la face principale d’un triangle trinitaire irradié surgissant de nuages.
À l'intérieur de l'église est notamment visible un tableau du XVIIIe siècle, panneau sur bois intitulé Saint Michel terrassant le dragon à côté de Tobie et l’Ange ; d’un côté, saint Michel, représenté en tenue militaire avec le glaive à la main, est en train de terrasser un démon ailé alors qu’à ses pieds s’ouvre l’Enfer tandis que, de l'autre côté, l’archange Raphaël accompagne un jeune enfant, Tobie, le tenant par le bras pour le diriger.

## Culte
Édifice consacré du diocèse d'Autun relevant de la paroisse de Cluny-Saint Benoît (siège à Cluny) – qui en est affectataire au titre de la loi de 1905 –, l'église de Massy est, plusieurs siècles après sa construction, un lieu de culte catholique.